# Petrovo Polje
Petrovo Polje (en serbe cyrillique : Петрово Поље) est un village de Serbie situé dans la municipalité de Sjenica, district de Zlatibor. Au recensement de 2011, il comptait 18 habitants.

## Démographie
| 1948 | 1953 | 1961 | 1971 | 1981 | 1991 | 2002 | 2011 |
| ---- | ---- | ---- | ---- | ---- | ---- | ---- | ---- |
| 187  | 201  | 209  | 83   | 76   | 55   | 22   | 18   |

|  |